# Prêmio Wolfson de História
Os Prêmios Wolfson de História são prêmios literários concedidos anualmente no Reino Unido para promover e incentivar padrões de excelência na redação da história para o público em geral. Anualmente são concedidos prêmios por duas ou três obras excepcionais publicadas durante o ano, com um prêmio de obra ocasional (um prêmio geral pela distinta contribuição de um indivíduo para a escrita da história). Eles são premiados e administrados pela Fundação Wolfson, com livros vencedores sendo escolhidos por um painel de juízes composto por historiadores eminentes.
Para se qualificar para a consideração, um livro deve ser publicado no Reino Unido e o autor deve ser um sujeito britânico no momento em que o prêmio é concedido e, normalmente, residente no Reino Unido. Os livros devem ser legíveis e acadêmicos e acessíveis ao leitor leigo. Os prêmios são concedidos no verão seguinte ao ano da publicação dos livros; no entanto, até 1987, foram concedidos prêmios no final do ano da competição.
Fundadas em 1972 pela Wolfson Foundation, uma fundação de caridade do Reino Unido, eram originalmente conhecidas como Wolfson Literary Awards.

## Homenageados

### Década de 2010
Os prêmios após 2016 possuem um vencedor e lista curta.
2019
- Mary Fulbrook (vencedora), Reckonings: Legacies of Nazi Persecution and the Quest for Justice (Oxford University Press)
- John Blair, Building Anglo-Saxon England
- Jeremy Mynott, Birds in the Ancient World: Winged Words
- Margarette Lincoln, Trading in War: London's Maritime World in the Age of Cook and Nelson
- Matthew Sturgis, Oscar: A Life
- Miles Taylor, Empress: Queen Victoria and India

2018
- Peter Marshall (vencedor), Heretics and Believers: A History of the English Reformation (Yale University Press)
- Miranda Kaufmann, Black Tudors: The Untold Story (Oneworld Publications)
- Robert Bickers, Out of China: How the Chinese Ended the Era of Western Domination
- Lindsey Fitzharris, The Butchering Art: Joseph Listers Quest to Transform the Grisly World of Victorian Medicine
- Tim Grady, A Deady Legacy: German Jews and the Great War
- Jan Ruger, Heligoland: Britain, Germany and the Struggle for the North Sea

2017
- Christopher de Hamel (vencedor), Meetings with Remarkable Manuscripts: Twelve Journeys into the Medieval World (Allen Lane)
- Daniel Beer, The House of The Dead: Siberian Exile Under the Tsar (Penguin Books)
- Chris Given-Wilson, Henry IV (Imprensa da Universidade de Yale)
- Sasha Handley, Sleep In Early Modern England (Yale University Press)
- Lyndal Roper, Martin Luther: Renegade and Prophet (Vintage)
- Matthew Strickland, Henry the Young King, 1155-1183 (Yale University Press)

2016
Robin Lane Fox, Augustine: Conversions and Confessions (Basic Books)
Nikolaus Wachsmann, KL: A History of the Nazi Concentration Camps (Little, Brown)
2015
Richard Vinen, National Service: Conscription in Britain, 1945-1963 (Allen Lane, Penguin Books)
Alexander Watson, Ring of Steel: Germany and Austria-Hungary at War, 1914-1918 (Allen Lane, Penguin Books)
2014
Cyprian Broodbank, The Making of the Middle Sea (Thames e Hudson)
Catherine Merridale, Red Fortress: The Secret Heart of Russia's History (Allen Lane, Penguin Books)
2013
Christopher Duggan, Fascist Voices: An Intimate History of Mussolini’s Italy (Boydell Press)
Susan Brigden, Thomas Wyatt: The Heart’s Forest (Faber & Faber)
2012
Susie Harries, Nikolaus Pevsner: The Life (Chatto & Windus)
Alexandra Walsham, The Reformation of the Landscape (Oxford University Press)
2011
Ruth Harris, The Man on Devil's Island: The Affair that Divided France (Allen Lane, Penguin Books)
Nicholas Thomas, Islanders: The Pacific in the Age of Empire (Yale University Press)
2010
Dominic Lieven, Russia Against Napoleon: The Battle for Europe, 1807–1814 (Allen Lane: Penguin Press)
Jonathan Sumption, Divided Houses: The Hundred Years War (Vol. 3) (Faber & Faber)

### Anos 2000
2009
Mary Beard, Pompeii: The Life of a Roman Town (Profile Books)
Margaret M. McGowan, Dance in the Renaissance: European Fashion, French Obsession (Yale University Press)
2008
John Darwin, After Tamerlane: The Global Story of Empire (Allen Lane)
Rosemary Hill, God’s Architect: Pugin & the Building of Romantic Britain (Allen Lane)
2007
Adam Tooze, The Wages of Destruction: The Making and Breaking of the Nazi Economy (Allen Lane: Penguin Press)
Christopher Clark, Iron Kingdom: The Rise and Downfall of Prussia, 1600–1947 (Allen Lane: Penguin Press)
Vic Gatrell, City of Laughter: Sex and Satire in Eighteenth-Century London (Atlantic Books)
2006
Evelyn Welch, Shopping in the Renaissance (Yale University Press)
Christopher Wickham, Framing the Early Middle Ages:  Europe and the Mediterranean, 400-800 (Oxford University Press)
2005
David Reynolds, In Command of History: Churchill Fighting and Writing the Second World War (Allen Lane: Penguin Press)
Richard Overy, The Dictators: Hitler's Germany; Stalin's Russia (Allen Lane: Penguin Press)
2004
Diarmaid MacCulloch, Reformation: Europe's House Divided 1490-1700 (Allen Lane: Penguin Press)
Frances Harris, Transformations of Love: The Friendship of John Evelyn and Margaret Godolphin (Oxford University Press)
Julian T. Jackson, The Fall of France: The Nazi Invasion of 1940 (Oxford University Press)
2003
Robert Gildea, Marianne in Chains: In Search of the German Occupation (Macmillan)
William Dalrymple, White Mughals: Love and Betrayal in Eighteenth-century India (HarperCollins)
2002
Barry Cunliffe, Facing the Ocean: The Atlantic and Its Peoples (Oxford University Press)
Jerry White, London in the 20th Century: A City and Its Peoples (Viking)
2001
Ian Kershaw, Hitler, 1936–1945: Nemesis (Allen Lane)
Mark Mazower, The Balkans (Weidenfeld & Nicolson)
Roy Porter, Enlightenment: Britain and the Creation of the Modern World (Allen Lane)
2000
Andrew Roberts, Salisbury: Victorian Titan (Weidenfeld & Nicolson)
Joanna Bourke, An Intimate History of Killing (Granta Books)

### Década de 1990
1999
Antony Beevor, Stalingrad (Viking)
Amanda Vickery, The Gentleman's Daughter: Women's Lives in Georgian England (Yale University Press)
1998
John Brewer, Pleasures of the Imagination:  English Culture in the Eighteenth Century (HarperCollins)
Patricia Hollis Jennie Lee: A Life (Oxford University Press)
1997
Orlando Figes, A People's Tragedy: A History of the Russian Revolution (Jonathan Cape)
1996
H. C. G. Matthew, Gladstone 1875–1898 (Oxford University Press)
1995
Fiona MacCarthy, William Morris: A Life for Our Time (Faber & Faber)
John C. G. Rohl The Kaiser and His Court:  Wilhelm II and the Government of Germany (Cambridge University Press)
1994
Barbara Harvey, Living and Dying in England, 1100–1540: The Monastic Experience (Oxford University Press)
Robert Bartlett, The Making of Europe:  Conquest, Colonization and Cultural Change, 950–1350 (Viking)
1993
Robert Skidelsky, John Maynard Keynes: The Economist as Saviour, 1920–1937 (Pan Macmillan)
Linda Colley, Britons: Forging the Nation 1707-1837 (Yale University Press)
1992
Alan Bullock, Hitler and Stalin: Parallel Lives (Harper Collins)
John Bossy, Giordano Bruno and the Embassy Affair (Yale University Press)
1991
Colin Platt, The Architecture of Medieval Britain:  A Social History (Yale University Press)
1990
Donald Cameron Watt, How War Came:  The Immediate Origins of the Second World War, 1938–1939 (William Heinemann)
Richard A. Fletcher, The Quest for El Cid (Huchinson)

### Década de 1980
1989
Paul Kennedy, The Rise and Fall of the Great Powers:  Economic Change and Military Conflict from 1500 To 2000 (Unwin Hyman)
Richard Evans, Death in Hamburg: Society and Politics in the Cholera Years, 1830–1910 (Oxford University Press)
1988
No award
1987
R. R. Davies, Conquest, Coexistence, and Change:  Wales, 1063–1415 (Oxford University Press)
John Pemble, The Mediterranean Passion: Victorians And Edwardians in the South (Oxford University Press)
1986
J.H. Elliott, The Count-Duke Of Olivares:  The Statesman In An Age Of Decline (Yale University Press)
Jonathan Israel, European Jewry in the Age of Mercantilism, 1550–1750 (Oxford University Press)
1985
John Grigg, Lloyd George, From Peace To War 1912–1916 (Methuen)
Richard Davenport-Hines, Dudley Docker: The Life and Times of a Trade Warrior (Cambridge University Press)
1984
Antonia Fraser, The Weaker Vessel (Weidenfeld & Nicolson)
Maurice Keen, Chivalry (Yale University Press)
1983
Martin Gilbert, Winston S. Churchill: Finest Hour, 1939–1941 (Heinemann)
Kenneth Rose, George V (Weidenfeld e Nicolson)
1982
John McManners, Death and the Enlightenment: Changing Attitudes to Death Among Christians and Unbelievers in Eighteenth-Century France (Oxford University Press)
1981
John Wyon Burrow, A Liberal Descent:  Victorian Historians and the English Past (Cambridge University Press)
1980
F. S. L. Lyons, Culture and Anarchy in Ireland, 1890–1939 (Oxford University Press)
Robert Evans, The Making of the Habsburg Monarchy, 1550–1700:  An Interpretation (Oxford University Press)

### Década de 1970
1979
Richard Cobb, Death in Paris:  The Records of the Basse-Geôle de la Seine, October 1795 – September 1801, Vendémiaire Year IV-Fructidor Year IX (Oxford University Press)
Mary Soames, Clementine Churchill: The Biography of a Marriage (Cassell)
Quentin Skinner, The Foundations of Modern Political Thought (Cambridge University Press)
1978
Alistair Horne, A Savage War of Peace: Algeria, 1954–1962 (Macmillan)
Howard Colvin por sua "distinta contribuição à escrita de história"
1977
Denis Mack Smith, Mussolini's Roman Empire (Longman & Co)
Simon Schama, Patriots and Liberators: Revolution in the Netherlands 1780–1813 (Collins)
1976
Nikolaus Pevsner, A History of Building Types (Thames & Hudson)
Norman Stone, The Eastern Front: 1914–17 (Hodder & Stoughton)
1975
Frances Donaldson, Edward VIII (Weidenfeld e Nicolson)
Olwen Hufton, The Poor of Eighteenth-century France 1750–1789 (Oxford University Press)
1974
Moses Finley, The Ancient Economy (Chatto & Windus)
Theodore Zeldin, France, 1848–1945: Ambition, Love and Politics (Oxford University Press)
1973
Frances Yates, The Rosicrucian Enlightenment (Routledge & Keegan Paul)
W. L. Warren, Henrique II (Eyre & Spottiswoode)
1972
Michael Howard, The Grand Strategy: August 1942 – September 1943 (Escritório de Papelaria de Sua Majestade)
Keith Thomas, Religion and the Decline of Magic (Weidenfeld & Nicolson)

## Lista de vencedores do Prêmio Oeuvre
- 2005 - Christopher Bayly
- 2002 - Roy Jenkins
- 2000 - Asa Briggs
- 1997 - Eric Hobsbawm
- 1982 - Steven Runciman
- 1981 - Owen Chadwick
- 1978 - Howard Colvin